# Rhinocypha humeralis
Rhinocypha humeralis är en trollsländeart som först beskrevs av Selys 1873.  Rhinocypha humeralis ingår i släktet Rhinocypha och familjen Chlorocyphidae. Inga underarter finns listade i Catalogue of Life.